# 孔弘頤
孔弘頤（1572年7月18日—1611年），字以貞，號泰峩，四川鄰水人，祖籍山東曲阜，明朝政治人物，同進士出身。鄰水縣城內上街原有為其所立之“甲第傳芳坊”。

## 生平
治《春秋》。萬曆二十八年（1600年）庚子科四川鄉試第十七名舉人，年三十二歲，萬曆三十五年（1607年）丁未科春秋房會試第二百十一名。殿試三甲第一百七十三名進士，禮部觀政，三十六年戊申（1608年）授公安縣知縣，卒於任。

## 家族
六十一世祖孔子。高祖之父孔希瑤，山東曲阜人，幼負大志，有高才，能文。建文四年（1402年）靖難兵南侵，建文帝嗣位。孔希瑤心懷憂憤，遂托遊學入川，卜居鄰水縣桐子彎
高祖孔洪。曾祖孔公儒。祖父孔彥祉。父孔承宣，官至湖廣麻城縣教諭，任職期間多捐俸資給寒士，多所成立。致仕歸，益篤孝友，遺金觧宋忠。大難尤好賑貸，萬曆四十二年（1614年）至萬曆四十四年（1616年）年間水旱頻仍，民賴以全活者甚眾，載省誌孝友傳，乾隆三年（1738年）奉文崇祀。嫡母歐氏，生母高氏。永感下。兄孔弘毅、孔弘學、孔弘述、孔弘慶。弟孔弘喜。

## 文存
萬曆三十八年（1610年）公安縣進士袁宏道，有詩為其賀壽。
壽孔大令

身是冰崖瘦，心同燄井溫。貯膏惟一寸，分喜與千村。謁舍苔常滿，衙參鳥不喧。庭階唯植杏，黃髮看高門。
 — 〈明〉袁宏道， 袁宏道集箋校
萬曆三十九年（1611年）孔弘頤任官三年勞瘁卒於任上，袁宏道之弟，公安三袁中的袁中道為其撰寫祭文。
祭孔令君文（代）

哀哉，如公之不壽，真不可解，予等真欲詰之造物而無由者！

公既取科第，茹蓼之苦，受於五十年前；而食蔗之樂，宜安享於五十年後者。而今殊不然，此其不可解者一。

公之為慈父母也，合一邑而乳哺之。至如催科一事。往年鞭朴無遺力。公至而輸將惟恐後。軫念小民。若將傷之。諺云：千人所祝，豈不蒙福。仁者之壽。非公家司寇語耶。而今若此，其不可解者二。

公雖居公，有如寒士，自常祿以外，纖毫不取。政成三年，而囊橐如洗，不能名一錢。夫嗇取於人者，宜豐其祉於天，而今也尚書虎爪之板幾下，而先已不祿，此其不可解者三。

公資用甚淡，膻腥之味，不薦於前；粉黛之姬，不列於室。飽伊蒲如頭陀，妻禪悅如衲子。妙合長生養年之旨，而竟亦不壽，此其不可解者四。

天乎第矣，第而永榮之可也；不然不第矣，而使之安享故里，考終正寢亦可也。胡為乎嗇之數十年，而晚予一第；甫得一第，不數年而卒於官。歷黃牛、白馬之波，而始得至赤甲、白鹽之下，蕭蕭丹旐，茫茫煙水，路人猶為泣下，而況受其恩紀者乎，此其不可解者五。

試以此五不可解者問之造物。不知造物將何以應也。

邑中否運漸至，去年失袁中郎，今年又失慈父母。天乎，不令為善者怠耶！

前年予等計偕，晤中郎，詰所以得賢父母之故。中郎曰：「予以邑事廢弛之甚，曾乞一制科於當事者，當事者諾之。然實不熱，孔令君無專乞意也。令尹宜為司理，而掾史舞文寘之，令籍中唱名時，令君以宜為司理意白之當事。當事者心知受掾史欺，托袁中郎相乞之意以解。即予亦竟不復明之也。」中郎言之，予等始知之。然予等知之，而公仍未知也，今且逝矣。夫公宜為司理矣，乃得令，又得公安令。以百孔千瘡之邑，三年勞瘁，神傷體憊。邑民何幸，而公則已苦矣。此造物之尤不可解者也。意者惟蘭玉在堂，將來聯翩取科第，以報善人耶！歲雲暮矣，一帆寒雪，予等祖送國門，涕淚如雨。哀哉，哀哉，尚饗
 — 〈明〉袁中道， 珂雪齋近集